# 탁성록
탁성록(卓聖綠, 卓星祿, 1916년~?)은 대한민국의 군인, 음악가이다. 1930년대에 대중 가요 작곡가와 작사가로 활동했으며 남조선해안경비대 군악대 창단에 관여하면서 군인이 되었다. 이후 국방경비대 제9연대 정보참모가 되어 제주도에서  4·3 사건에 가담하였으며, 국방부 조사본부 진주특무대장으로서 보도연맹 학살에 관여했다.